# Осирис
Оси́рис (егип. wsjr; др.-греч. Ὄσιρις, лат. Osiris) — бог возрождения, царь загробного мира в древнеегипетской мифологии и судья душ усопших. Основными центрами культа бога были Бусирис в дельте Нила и Абджу (Абидос).

## Изображение

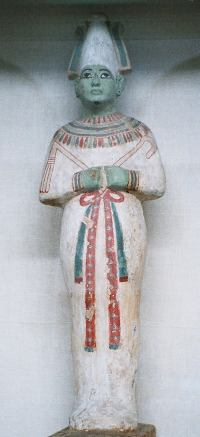
Статуэтка Осириса

Обычно изображался в виде обёрнутой белой тканью мумии с зелёной кожей, со свободными кистями рук, держащих символы царской власти хекет и нехеху (скипетр и цеп).
Корона, которую носит Осирис, сделана из стеблей папируса, его священная ладья также сделана из этого растения, и его символ джед состоит из вставленных одна в другую нескольких связок тростника. Далее, Осирис всегда изображается с тем или иным растением: из пруда перед его престолом растёт или лотос, или ряд деревьев и виноградная лоза; иногда увит гроздьями винограда и весь балдахин, под которым сидит Осирис; иногда его самого обвивают виноградные лозы.

## Происхождение
Согласно упоминаниям в древнеегипетских текстах и рассказу Плутарха, Осирис был старшим сыном бога земли Геба и богини неба Нут. Он появился на свет в первый из пяти священных дней, которые закрывают год. С ним (либо через три дня) родилась его сестра-близнец Исида. Их сестрой была Нефтида, братом — Сет. Осирис был четвёртым из богов, царствовавшим на земле в изначальные времена, унаследовав власть прадеда Ра, деда Шу и отца Геба.
В ранний период Исиду назвали женой Осириса, вероятно, оттого, что ей поклонялись по соседству, а также потому, что её имя в египетском языке было созвучно имени Осириса. Это подтвердило распространившуюся идею о небесных близнецах (разнополых).

## Мифология
Согласно Гелиопольской легенде, Осирис в Египте создал цивилизацию, обучил людей религии и земледелию, особенно выращиванию виноградной лозы, положив конец варварству. Это вызвало ревность его младшего брата Сета.
В древних «Текстах пирамид» Сет разозлился на брата за подставленную ему подножку, а в Поздний период — из-за адюльтера. Жена Сета по имени Нефтида полюбила Осириса и, приняв облик его супруги Исиды, зачала от него сына Анубиса. Когда Исида узнала об измене Осириса с Нефтидой, то сотрясла вселенную криком отчаяния и сорвала ленты с брачного ложа. Она обратилась к Тоту, который обещал дать средство, чтобы вернуть привязанность супруга. Опасаясь гнева мужа, Нефтида бросила младенца Анубиса в камышовых зарослях, где с помощью собак его нашла Исида.
Сет решил отомстить брату. Согласно ранней версии легенды, он подстерёг Осириса на охоте и убил его. Более поздние версии сообщают, что Сет действовал в союзе с 72 заговорщиками. На один из праздников он приказал доставить красивый саркофаг и обещал подарить его тому, кому он придётся впору. Едва Осирис лёг в саркофаг, заговорщики захлопнули крышку, заколотили и бросили в Нил. Согласно мемфиской легенде, тело Осириса бросили в реку, где тот пролежал три дня и три ночи, поедаемый рыбами. По этой причине среди египтян бытовало поверие, что утонувший в Ниле человек священен. Убийство произошло в 17 день месяца Хатхор (то есть, ноября) на 28 году правления или жизни Осириса, когда Солнце было в Скорпионе.
Согласно Плутарху (поздняя версия), услышав об убийстве мужа, Исида обрезала волосы, облачилась в траурные одеяния и отправилась на поиски Осириса. Волны вынесли сундук к сирийскому побережью Библа. На этом месте проросло дерево (вереск, тамариск или кедр) и оплело ящик. Местный правитель Мелеккарет приказал срубить дерево и изготовить из него колонну. Придя в Библ, Исиде удалось с разрешения правителя и его жены Астарты (то есть, двух азиатских богов, двойников Исиды и Осириса) извлечь из колонны саркофаг. Саму колонну она обернула в лён, умастила маслами и оставила для поклонения местным жителям. Этот неизвестный из египетских источников эпизод даёт объяснение практике культа Исиды и Осириса в Библе во времена Плутарха и, предположительно, в раннем Новом царстве.

Исида вернулась с телом мужа в Египет и с помощью Нефтиды укрыла в болотах близ города Буто, чтобы оплакать Осириса. Обращение богинь во время поиска и оплакивания в сокола и коршуна может объясняться повадками птиц: коршун издаёт крик, похожий на плач, и пролетает большие расстояния в поисках падали. В Новом царстве, когда смерть Осириса связывается с ежегодными разливами Нила, воды реки считались слезами Исиды или телесными соками Осириса. В этот же период появилось дополнение, что Сет нашёл и разрубил тело брата (в разных версиях от 14 до 42 частей, по числу номов или провинций Египта), а затем разбросал по Египту (или только по Дельте). Рассеивание членов бога восходило к вере в то, что звёзды являются фрагментами умершего солнца.

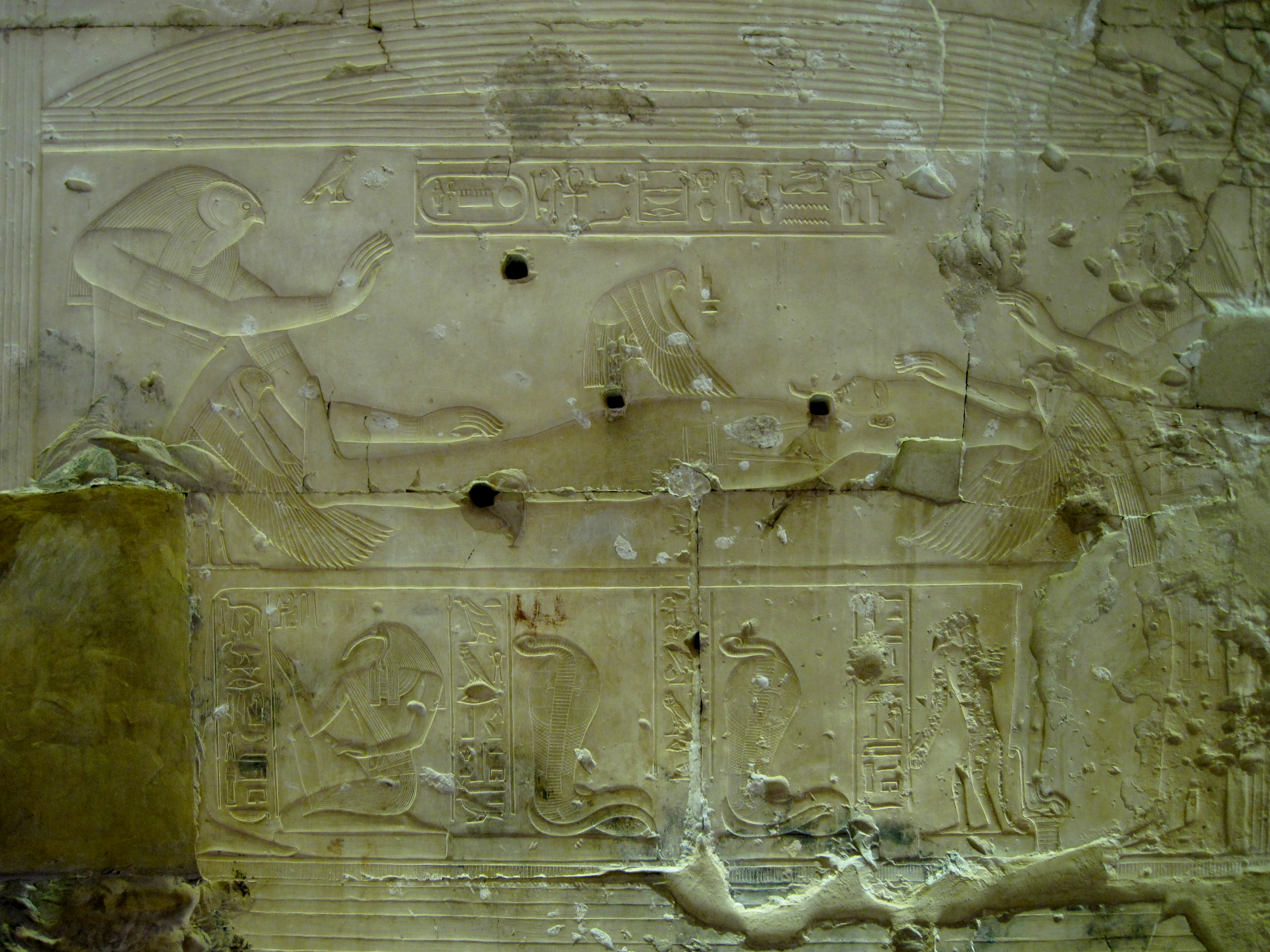
Воскрешение Осириса. Рельеф в храме Сети I в Абидосе

С помощью Анубиса или Тота Исида собрала части тела супруга (по другой версии — похоронила там, где нашла, — что объясняет веру древних египтян в нахождении его частей в разных священных храмах и Серапиях), а Анубис забальзамировал его. Так появилась первая мумия.
Согласно одной версии, Гор был рождён или зачат до смерти своего отца, по другой — Исида забеременела от плода древа судьбы (считается, что это была виноградная лоза). Превалировала теория о том, что Исида забеременела чудесным образом от воскрешённого ненадолго Осириса. Согласно Плутарху (поздняя версия), Исида не нашла пенис (его съели рыбы) Осириса и потому вылепила фаллос из глины, освятила его и прирастила к собранному телу мужа. Превратившись в самку коршуна — птицу Хат, Исида распластала крылья по мумии Осириса, произнесла волшебные слова и забеременела. От этого действа родился слабый второй сын Гарпократ (по незнанию Плутарх форму Гора выделил в отдельное божество). В египетских же источниках фаллос Осириса найден Исидой с прочими частями тела.
Исида бежала из заточения в болота Нижнего Египта и в виде коровы спряталась от преследователей Сета на плавучем острове Хеммис (егип. Akh-bity «папирусовые заросли фараона Нижнего Египта»), где родила Гора. Согласно грекам, это место лежит неподалёку от Буто, хотя для египтян расположение его не считалось важным и понималось как некое священное уединение. Чтобы уберечь сына от гнева Сета, Исида положила младенца в корзину или сундук и пустила по водам Нила. Божественная няня Рененутет заботилась о нём, пока он не открыл себя миру, «надев свой пояс в густых зарослях» (то есть, пока он не возмужал). Побуждаемый духом Осириса, Гор решил стать «мстителем за своего отца». Победив Сета, Гор воскрешает отца, дав ему проглотить своё око, но тот не желает оставаться на земле и становится повелителем мёртвых в Дуате. Земной трон занимает Гор.

### Суд Осириса
Первоначально (согласно «Текстам пирамид») Анубис был единственным судьёй мёртвых в Дуате, но эта высокая должность с конца Древнего царства (конец 3-го тысячелетия до н. э.) узурпировалась Осирисом (считавшимся умершим фараоном), перенявшим и титулы Анубиса «владыка запада» (Хентиаменти), «владыка тех, кто на западе».

В начале правления XVIII династии сцена Суда Осириса появилась на папирусах «Книги мёртвых», в которой впервые изображаются «великие весы». Согласно верованиям, на одну чашу весов помещалось сердце покойного, на другую — перо богини истины Маат, чтобы проверить, насколько праведно жил покойный. Если великая Эннеада выносила обвинительный приговор, то чудовище Аммат пожирала сердце покойного, что лишало грешника возможности продолжить жизнь на полях Иалу.

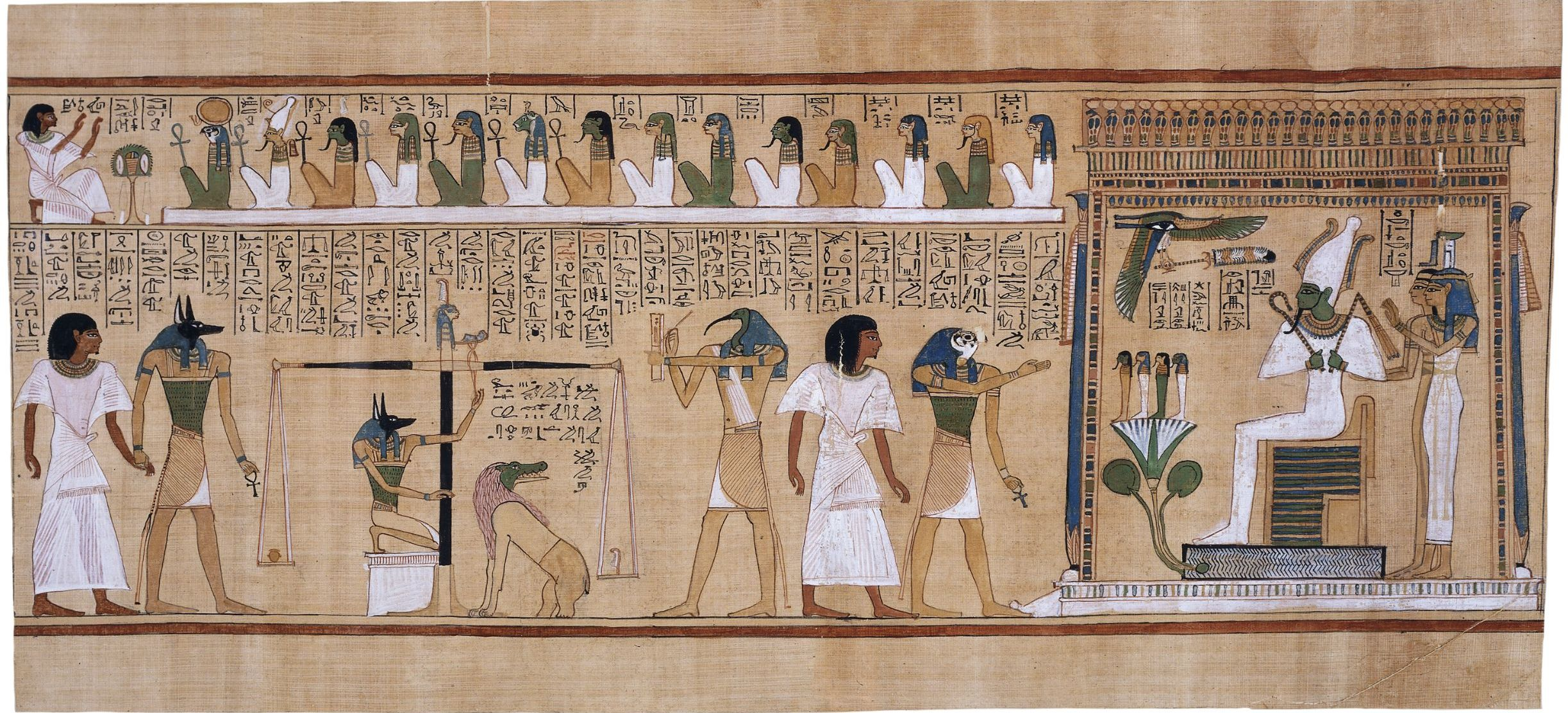
Фрагмент Книги мёртвых Хунефера, изображающий суд Осириса. ок. 1310 год до н. э. Британский музей

## Культ

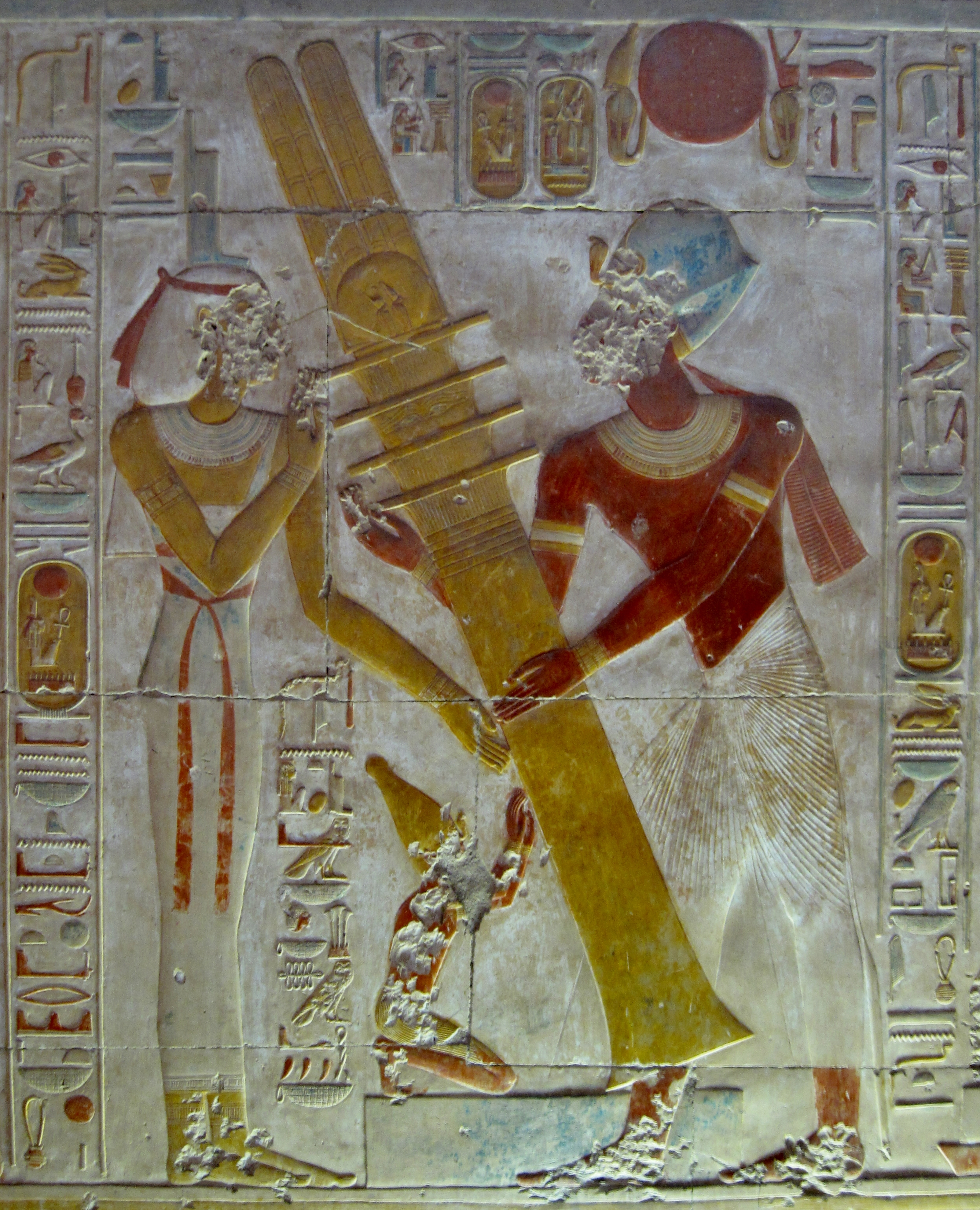
Установка столба джед с благословения Исиды. Рельеф из храма Сети I в Абидосе

О первых стадиях культа Осириса додинастического периода практически ничего неизвестно. Первоначально Осирис был местным богом города Джеду (Джедет) в Дельте, который греки называли Бусирис («Дом Осириса»). Здесь символом Осириса был столб джед. В ритуальных целях использовались также деревянные футляры в виде мумии Осириса: внутри они были полыми, туда насыпалась земля и бросалось зерно, а в крышке футляра просверливались дырки, сквозь которые прорастали зелёные всходы («Прорастающий Осирис»). Вокруг его храмов высаживались 360 или 365 деревьев как символ изменяющегося времени и года.
Почитание из Бусириса распространилось по всему Египту, но главным центром поклонения вскоре стал Абидос в Среднем Египте. Многие египтяне стремились обрести бессмертие через погребение в Абидосе, где, по верованиям, упокоилось тело бога. Параллельно с соляризацией Осириса его жена Исида стала олицетворяться с небесной коровой Хатхор, отчего на её голове начали изображать корону в виде рогов.
Миф о смерти и воскрешении Осириса был связан с годовым сельскохозяйственным циклом. Похороны Осириса символизировали сеяние зерна, его воскрешение — появление всходов, убийство Осириса — срезание колосьев во время жатвы. Осирис представлялся животворящей силой, праведным правителем, следующим принципам маат (справедливости), тогда как противостоящий ему Сет был олицетворением хаоса и жестокости. В этой связи миф об Осирисе и Сете символизирует борьбу между порядком и беспорядком, жизнью и смертью.
С развитием культа история смерти Осириса, горе его вдовы Исиды, борьба Гора стали темами многочисленных религиозных драм на великих народных празднествах. Поскольку Осирис был владыкой года, его праздники были в основном лунными, отчего позднее его стали называть луной «обновляющей саму себя».
Культ Осириса разрушил монополию фараона на небеса, утвердил обычай погребения усопших без расчленения и обещал каждому человеку новую жизнь после смерти. К концу Среднего царства культ Осириса утвердился в Верхнем Египте и стал очень популярен.

## Осирис в культуре
Мифологическая история Осириса и Сета прослеживается в сюжете древнеегипетского литературного произведения «Повесть о двух братьях» (ок. 1200—1194 годы до н. э.) и сказке «Правда и Кривда» (ок. 1292—1191 годы до н. э.).
Античная литература
- Неоднократно упоминается античными авторами[20]. Согласно Геродоту, это бог, которого египтяне отождествляют с греческим Дионисом[21]. Диодор отмечает его связь с Приапом[22]. Согласно Тибуллу, Осирис первым сделал плуг и научил людей земледелию[23].

Классическая музыка
- Волшебная флейта (нем. Die Zauberflöte) — опера-зингшпиль Моцарта, в которой ария Зарастро называется «O Isis und Osiris» (О вы, Изида и Осирис).

Кинематограф
- 2016 — «Боги Египта»; роль Осириса исполнил актёр Брайан Браун, (США)[24].

Музыка
- Американская прогрессив-металкор группа Born of Osiris названа в честь бога Осириса.